# Germán Labrador Méndez
Germán Labrador Méndez (Vigo, 3 de diciembre de 1980) es un profesor, investigador y comisario de arte español, especializado en el ámbito de la historia cultural de la España contemporánea.

## Trayectoria
Aunque nació en Vigo, su familia residió en Pontevedra desde 1984, donde estudió el bachillerato en el instituto público Valle Inclán. Se licenció en Filología Hispánica y Románica en la Universidad de Salamanca, especializándose en Literatura Española y Latinoamericana en la Universidad de Salamanca, en la Universidad de París IV París Sorbonne, la Universidad de California en Berkeley y la Universidad de Nueva York. En 2008, se doctoró en la Universidad de Salamanca con la tesis Poéticas e imaginarios de la transición española: campo, discursos, fracturas, dirigida por Fernando Rodríguez de la Flor Adánez. Inicialmente desarrolló su actividad docente en España y luego en la Universidad de Hamburgo. En 2008 pasó a ejercer la docencia y la investigación en la Universidad de Princeton, en el Departamento de Español y Portugués.
Sus investigaciones se centran en la España Moderna y Contemporánea, abordando temas como la poesía, los movimientos sociales y culturas urbanas o la memoria histórica, con un foco en recuperar voces y proyectos olvidados de la historia ibérica moderna.
En Letras arrebatadas, Poesía y química en lana transición española (2009) estudió un grupo de poetas clandestinos españoles que utilizaron una literatura "drogada" en la simbolización de la experiencia histórica, desde las utopías psicodélicas de 1968 hasta la propagación del consumo de heroína en los ochenta. En Culpables por la literatura. Imaginación política y contracultura en la transición española (2014) analizó los intentos de las contraculturas españolas por superar la democracia de baja intensidad post-franquista a través de la biotecnología y el activismo en los años setenta. Asimismo, ha publicado en numerosas revistas españolas e internacionales, tales como Grial: revista galega de cultura, Revista Hispánica Moderna, Revista de Occidente, Hispanic Review o Journal of Spanish Cultural Studies.
Fue uno de los comisarios de la exposición Poéticas de la democracia. Imágenes y contraimágenes de la Transición, que tuvo lugar en el Museo Nacional Centro de Arte Reina Sofía de Madrid, entre 2018 y 2019. Asimismo, colaboró en la nueva presentación de la colección del museo, y fue Director de Actividades Públicas del mismo de 2020 a 2023. En 2023 comisarió las exposiciones Sempre máis. Arte, ecoloxía e protesta na Galiza do Prestige (2002-2022) y El tragaluz democrático. Políticas de vida y muerte en el Estado español (1868–1975).

## Obra

### Libros
- Letras arrebatadas, Poesía y química en la transición española. Devenir (2009). ISBN 978-84-96313-73-6.[14]
- Culpables por la literatura. Imaginación política y contracultura en la transición española (1968-1986). Siglo XXI/Akal (2014). Segunda edición en 2017. ISBN 978-84-460-4431-4.[15][16]

### Capítulos en libros colectivos
- "Os que máis amaron a liberdade. Entrevista a Xaime Noguerol", en Anxo Rabuñal, O lado da sombra. Fundación Luis Seoane. 2005. Pp. 158-171.
- Praestans labore Victor: homenaje al profesor Víctor García de Lana Concha (2005). Coord. por Javier San José Había Leído. ISBN 84-7800-490-4. Págs. 309-326: "Mártires de Marte: las escrituras del ejército en la poesía transicional española".
- Literatura actual en Castilla y León: actas del II Congreso de Literatura Contemporánea (2005). Coord. por José María Balcells. ISBN 84-8183-146-8. Págs. 398-405: "Primavera pródiga en Cicuta: parafarmacia, civilización y memoria en la obra poética de Aníbal Núñez".
- En teoría hablamos de literatura (2007). ISBN 978-84-96677-01-2. Págs. 89-96: "Culpables por la literatura. Biopolítica de la lectura y quijotismo en la Transición Española" (Libro completo)
- La literatura, la iglesia y el reino de este mundo: estudios de literatura española contemporánea ( 2007). Coord. por Fidel López Criado. ISBN 84-9812-054-3. Págs. 261-269: "El infierno de tu gloria. Mística y drogas en la poesía underground de la transición española".
- Lectores, ediciones y audiencia: la recepción en la literatura hispánica (2008). Coord. por María Cecilia Trujillo Maza. ISBN 978-84-96915-26-8. Págs. 267-273: "Jóvenes, lectores y poetas en la España de 1975: la biblioteca de Aníbal Núñez". (Libro completo)
- Contornos de la narrativa española actual (2000-2010): un diálogo entre creadores y críticos (2011). Coord. por María del Palmar Álvarez Blanco, Toni Dorca. ISBN 978-84-8489-551-0. Págs. 121-130: "Historia y decoro: Éticas de la forma en las narrativas de memoria histórica".
- El Quijote y la música en la construcción de la cultura europea (2018). Begoña Lolo (ed. lit.). ISBN 9788483446812. Págs. 187-220: "Pinocho vuelto Quijote. El tercer centenario del Quijote y la moderna poética de la nación, a partir de la circulación española de la figura de Pinocho (1905-1923)".
- Memoria(s) en transición: voces y miradas sobre la Transición española (2018). Françoise Dubosquet Lairys (ed. lit.), Carmen Valcárcel (ed. lit.). ISBN 9788498952056. Págs. 61-81: "Forma y memoria. La configuración del imaginario de la transición española y sus mutaciones estético-políticas".
- Carta (s). Economía libidinal de la transición (2018). Museo Nacional Centro de Arte Reina Sofía. 82 págs. ISBN 9788480265850. (Contiene una conversación de Amador Fernández-Savater con Germán Labrador Méndez sobre su libro Culpables por la literatura (imaginación política y contracultura, 1968-1986).).[17]

### Exposiciones comisariadas
- Poéticas de la democracia. Imágenes y contraimágenes de la Transición. Museo Nacional Centro de Arte Reina Sofía, Madrid (2018).[10]
- Sempre máis. Arte, ecoloxía e protesta na Galiza do Prestige (2002-2022). Auditorio de Galicia, Santiago de Compostela; Pazo da Cultura, Pontevedra (2023).[12]
- El tragaluz democrático. Políticas de vida y muerte en el Estado español (1868–1975). La Arquería, Madrid (2023).[13]
- Esperpento. Arte popular y revolución estética. Museo Nacional Centro de Arte Raíña Sofía, Madrid (2024). Con Pablo Allepuz, Rafael García,  Beatriz Martínez, José A. Sánchez, Teresa Velázquez.[18]
- Ollos de vidro. As formas doutra Historia de Galicia, Auditorio de Galicia, Santiago de Compostela (2025).[19]